# Zymomonas mobilis
Zymomonas mobilis ist ein stäbchenförmiges, gramnegatives Bakterium. Meist ist das Bakterium unbeweglich, im beweglichen Stadium besitzt es 1 bis 4 polare Geißeln. Die Zellen treten meist in Paaren auf und sind stäbchenförmig. Zymomonas mobilis ist säuretolerant, es wächst bei pH-Werten von 3,5 bis 7,5.
B.T.P. Barker und V. Florian Hillier isolierten Zymomonas mobilis erstmals 1911 in England aus Cider, der durch einen hohen Zuckergehalt in Fehlgärung übergegangen war. 1924 isolierte Paul Lindner in Mexiko Zymomonas mobilis aus gärendem Agavensaft (Pulque).
Zymomonas mobilis ist fakultativ anaerob und erzeugt durch Gärung Energie. Es wächst allerdings auch in Umgebungen mit geringer Sauerstoffkonzentration, also auch mikroaerob. Zymomonas mobilis wird für die alkoholische Gärung des Saftes der Agave Agave americana genutzt. Das entstehende Gärgetränk wird als Pulque bezeichnet. Daraus wird durch Destillation „echter“ Tequila gewonnenen. Die Glucose des Agavensafts wird bei dieser Gärung nicht wie bei der alkoholischen Gärung durch Hefe über die Glykolyse, sondern über den Entner-Doudoroff-Weg abgebaut.
Die Gärung läuft 3- bis 4-mal schneller als mit Hefe und die Ethanol-Ausbeute ist höher: 92 bis 94 % gegenüber 88 bis 90 % bei Hefe. Allerdings sind die Substratansprüche von Zymomonas mobilis höher als die von vergleichbaren Hefen, es werden nur etwa 3 Zucker abgebaut, Melassen und Ähnliches können nicht als Substrat verwendet werden. Die entstehende Biomasse kann nicht oder nur schlecht verfüttert werden.

## Systematik
Zymomonas mobilis ist die einzige Art ihrer Gattung, die wiederum zu der Familie Sphingomonadaceae gehört. Die anderen Gattungen der Familie sind nicht fakultativ anaerob, sie können nur mit Sauerstoff wachsen (obligat aerob).
Es existieren drei Unterarten:
- Zymomonas mobilis subsp. francensis
- Zymomonas mobilis subsp. mobilis
- Zymomonas mobilis subsp. pomaceae